# Michael Heseltine, baron Heseltine
Michael Ray Dibdin Heseltine, baron Heseltine CH PC (født 21. marts 1933 i Swansea, Wales) er en britisk forretningsmand og konservativ politiker, der har været vicepremierminister og forsvarsminister, og som har haft andre fremtrædende poster.
I 1990 stillede Michael Heseltine op som modkandidat mod den siddende premierminister Margaret Thatcher. Det blev dog John Major, der blev konservativ partileder og premierminister.

## Medlem af Underhuset
I 1966–1974 var Michael Heseltine valgt til Underhuset for Tavistock i Devon.
I 1974–2001 var han valgt for Henley-on-Thames i Oxfordshire. Her blev han afløst af Boris Johnson.

## Medlem af Overhuset
Michael Heseltine blev medlem af Overhuset i juli 2001.

## Poster som minister
Michael Heseltine var miljøminister i 1979–1983 og igen i 1990–1992.
Han var forsvarsminister i 1983–1986 og handelsminister i 1992–1995.
Michael Heseltine var vicepremierminister og førstesekretær for staten i 1995–1997. På begge disse poster blev han afløst af Labour-politikeren John Prescott.

## Thatchers afgang
I 1990 udfordrede Michael Heseltine den konservative partileder Margaret Thatcher. Ved den første afstemning fik Heseltine 40,9 procent af stemmerne, mens Thatcher fik 54,8 procent.
Ved den anden afstemningsrunde fik John Major 49.7 procent, Heseltine fik 35,2 procent og Douglas Hurd fik 15,1 procent af stemmerne.
Ved den tredje runde blev John Major valgt uden modkandidat.